# Galileïsche manen

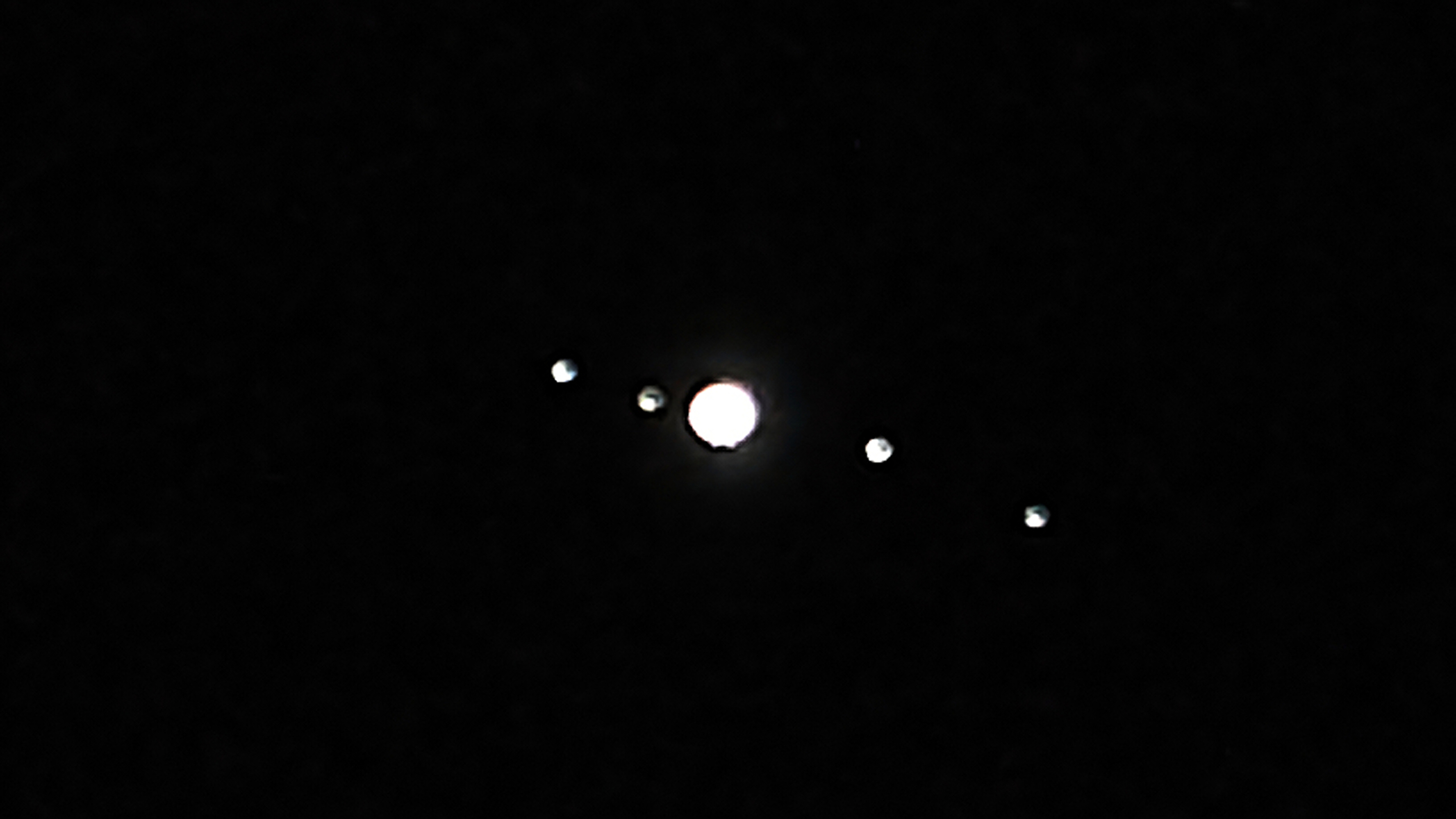
Jupiter en de Galileïsche manen

De Galileïsche manen zijn de vier grootste manen van Jupiter. Ze zijn ontdekt door Galileo Galilei in januari 1610. Deze manen zijn zichtbaar zonder een krachtige telescoop. Onder perfecte omstandigheden is het zelfs mogelijk om Callisto met het blote oog te zien.

## Ontdekking
Galilei bestudeerde de beweging van de manen gedurende enkele dagen en realiseerde zich dat ze in een baan om Jupiter bewegen. Deze ontdekking toonde aan dat niet alles in de ruimte om de Aarde draaide en ondermijnde dus het geocentrische wereldbeeld van Claudius Ptolemaeus.
Galilei noemde zijn ontdekking in eerste instantie de Cosmica Sidera naar de toenmalige groothertog van Toscane, Cosimo II de' Medici (1590–1621). Hij veranderde de naam, op verzoek van de groothertog, in Medicea Sidera ("Médici-sterren"). De ontdekking werd in maart 1610, binnen twee maanden na zijn eerste observatie, gepubliceerd in de Sidereus Nuncius.
De namen van de vier manen lagen niet direct vast. Giovanni Battista Hodierna, een leerling van Galilei, stelde voor om de vier manen te vernoemen naar de vier gebroeders Médici: Principharus, Victipharus, Cosmipharus en Ferdinandipharus. Johannes Hevelius noemde hen Circulatores Jovis en Jacques Ozanam noemde hen satellieten naar het Latijnse woord voor begeleiden. Uiteindelijk zouden het de namen worden die Simon Marius in 1614 in zijn Mundus Jovialis voorstelde: Io, Europa, Ganymedes en Callisto. Dit zijn namen van beminden van de god Zeus (Jupiter bij de Romeinen).
Galilei gebruikte een nummeringsschema dat tot vandaag parallel aan de echte namen van de manen gebruikt wordt. De nummers lopen van binnen naar buiten op, dus respectievelijk I, II, III en IV voor Io, Europa, Ganymedes en Callisto. Galilei gebruikte deze nummering in zijn schriften, maar publiceerde ze nooit.

## Zichtbaarheid van de Galileïsche manen zonder tussenkomst van telescoop of verrekijker
Om zelf het bestaan van de Galileïsche manen vast te stellen is het aan te raden om de heldere planeet Jupiter met het blote oog waar te nemen in de buurt van de rand van een hoog appartementsblok. Men stelt zich zodanig op dat Jupiter zelf verscholen is achter de rand. Indien zich enkele Galileïsche manen aan de linkerkant van Jupiter bevinden, zullen deze zich als een uiterst zwakke ster dicht tegen de linkerrand van het appartementsblok vertonen. Men kan naar believen het hoofd van links naar rechts en vice versa bewegen om Jupiter wel of niet te zien te krijgen, alsook het stelsel Galileïsche manen. Bijgevolg kan het rechter oog de manen zien, het linker oog de heldere planeet Jupiter.

## Beschrijving
De Galileïsche manen zijn van binnen naar buiten:
| Naam      | Afbeelding | Diameter (km) | Massa (kg) | Gemiddelde baanstraal (km) | Omloopsnelheid |
| --------- | ---------- | ------------- | ---------- | -------------------------- | -------------- |
| Io        |            | 3643          | 8.93×1022  | 421.800                    | 1,77 dagen     |
| Europa    |            | 3122          | 4.8×1022   | 671.100                    | 3,55 dagen     |
| Ganymedes |            | 5262          | 1.48×1023  | 1.070.400                  | 7,16 dagen     |
| Callisto  |            | 4821          | 1.08×1023  | 1.882.700                  | 16,69 dagen    |